# 3e étape du Tour d'Italie 2022
Pour un article plus général, voir Tour d'Italie 2022.
La 3e étape du Tour d'Italie 2022 se déroule le dimanche 8 mai 2022 de Kaposvár à Balatonfüred, en Hongrie, sur une distance de 201 km. Elle a été remportée par le Britannique Mark Cavendish (Quick-Step Alpha Vinyl).

## Parcours
Pour la troisième et dernière étape de ce Grand départ de Hongrie, le profil relativement plat est favorable à la victoire d'un sprinteur. Elle longe pendant son derniers tiers le lac Balaton.
Deux sprints intermédiaires, situés à Nagykanizsa (km 69,1) et à Badacsony (km 147,8), et une ascension répertoriée, à l'Abbaye de Tihany (km 188,4 ; 4C), sont au programme.

## Déroulement de la course
Dès le kilomètre zéro, l'échappée se crée avec trois Italiens, Mattia Bais et son coéquipier Filippo Tagliani (Drone Hopper-Androni Giocattoli), déjà à l'avant de la course lors de la première étape, et Samuele Rivi (Eolo-Kometa) ; leur avance n'excède pas les trois minutes.
Tombé lors de la première étape, le Slovène Jan Tratnik (UAE Emirates) abandonne. Au premier sprint intermédiaire, Filippo Tagliani passe en tête, devant Samuele Rivi ; le peloton passe avec deux minutes de retard, dans lequel le Colombien Fernando Gaviria (UAE Emirates) devance le Français Arnaud Démare (Groupama FDJ) et l'Italien Giacomo Nizzolo (Israel-Premier Tech). Au second, Tagliani récidive devant Rivi ; derrière, à une minute et trente-cinq secondes, l'Italien Alessandro De Marchi (Israel-Premier Tech) passe en tête devant le Belge Pieter Serry (Quick-Step Alpha Vinyl).
Filippo Tagliani est repris à 42 kilomètres de l'arrivée ; les deux derniers fuyards sont, eux, repris à 28 km de l'arrivée par le peloton. A 13 400 mètres de l'arrivée, à la vue de la côte répertoriée de Tihany, le Néerlandais Eenkhoorn (Jumbo-Visma) et le maillot bleu allemand Rick Zabel (Israel-Premier Tech) se disputent les points du classement de la montagne ; ce premier passe en tête et poursuit son effort, alors que le second retourne dans le peloton. Il est finalement repris à six kilomètres de l'arrivée.
La victoire d'étape ne peut plus échapper aux sprinteurs. Le Britannique Mark Cavendish (Quick-Step Alpha Vinyl) devance Arnaud Démare et Fernando Gaviria.
Le Néerlandais Mathieu van der Poel (Alpecin-Fenix) conserve sa première place au classement général et au classement cyclamen. Déjà porteur du maillot bleu, du moment où le premier au classement de la montagne porte déjà le maillot rose, Rick Zabel s'est désormais assuré la première place. Matteo Sobrero garde le maillot blanc et la Jumbo-Visma conserve sa première place au classement par équipes.

## Résultats

### Classement de l'étape
| \| Classement de l'étape \| Classement de l'étape \| Classement de l'étape \| Classement de l'étape \| Classement de l'étape \| \| Coureur \| Coureur \| Pays \| Équipe \| Temps \| \| --------------------- \| --------------------- \| --------------------- \| ---------------------------------- \| --------------------- \| \| 1er \| Mark Cavendish \| Royaume-Uni \| Quick-Step Alpha Vinyl \| 4 h 56 min 39 s \| \| 2e \| Arnaud Démare \| France \| Groupama-FDJ \| + 0 s \| \| 3e \| Fernando Gaviria \| Colombie \| UAE Team Emirates \| + 0 s \| \| 4e \| Biniam Girmay \| Érythrée \| Intermarché-Wanty-Gobert Matériaux \| + 0 s \| \| 5e \| Jakub Mareczko \| Italie \| Alpecin-Fenix \| + 0 s \| \| 6e \| Edward Theuns \| Belgique \| Trek-Segafredo \| + 0 s \| \| 7e \| Simone Consonni \| Italie \| Cofidis \| + 0 s \| \| 8e \| Caleb Ewan \| Australie \| Lotto-Soudal \| + 0 s \| \| 9e \| Alberto Dainese \| Italie \| Team DSM \| + 0 s \| \| 10e \| Phil Bauhaus \| Allemagne \| Bahrain Victorious \| + 0 s \| |                  |             |                                    |                 |
| |                  |             |                                    |                 |
| Source : ProCyclingStats |                  |             |                                    |                 |
| Classement de l'étape |                  |             |                                    |                 |
| Coureur | Coureur          | Pays        | Équipe                             | Temps           |
| 1er | Mark Cavendish   | Royaume-Uni | Quick-Step Alpha Vinyl             | 4 h 56 min 39 s |
| 2e | Arnaud Démare    | France      | Groupama-FDJ                       | + 0 s           |
| 3e | Fernando Gaviria | Colombie    | UAE Team Emirates                  | + 0 s           |
| 4e | Biniam Girmay    | Érythrée    | Intermarché-Wanty-Gobert Matériaux | + 0 s           |
| 5e | Jakub Mareczko   | Italie      | Alpecin-Fenix                      | + 0 s           |
| 6e | Edward Theuns    | Belgique    | Trek-Segafredo                     | + 0 s           |
| 7e | Simone Consonni  | Italie      | Cofidis                            | + 0 s           |
| 8e | Caleb Ewan       | Australie   | Lotto-Soudal                       | + 0 s           |
| 9e | Alberto Dainese  | Italie      | Team DSM                           | + 0 s           |
| 10e | Phil Bauhaus     | Allemagne   | Bahrain Victorious                 | + 0 s           |

### Points attribués pour le classement par points
| Sprint intermédiaire Nagykanizsa (km 69,1) | Sprint intermédiaire Nagykanizsa (km 69,1) | Sprint intermédiaire Nagykanizsa (km 69,1) | Sprint intermédiaire Nagykanizsa (km 69,1) | Sprint intermédiaire Nagykanizsa (km 69,1) |
| ------------------------------------------ | ------------------------------------------ | ------------------------------------------ | ------------------------------------------ | ------------------------------------------ |
|                                            | Coureur                                    | Pays                                       | Équipe                                     | Point(s)                                   |
| 1er                                        | Filippo Tagliani                           | Italie                                     | Drone Hopper-Androni Giocattoli            | 12                                         |
| 2e                                         | Samuele Rivi                               | Italie                                     | Eolo-Kometa                                | 8                                          |
| 3e                                         | Mattia Bais                                | Italie                                     | Drone Hopper-Androni Giocattoli            | 6                                          |
| 4e                                         | Fernando Gaviria                           | Colombie                                   | UAE Emirates                               | 5                                          |
| 5e                                         | Arnaud Démare                              | France                                     | Groupama-FDJ                               | 4                                          |
| 6e                                         | Giacomo Nizzolo                            | Italie                                     | Israel-Premier Tech                        | 3                                          |
| 7e                                         | Biniam Girmay                              | Érythrée                                   | Intermarché-Wanty-Gobert Matériaux         | 2                                          |
| 8e                                         | Filippo Fiorelli                           | Italie                                     | Bardiani CSF Faizanè                       | 1                                          |
| modifier                                   |                                            |                                            |                                            |                                            |

| Arrivée d'étape Balatonfüred (km 201) | Arrivée d'étape Balatonfüred (km 201) | Arrivée d'étape Balatonfüred (km 201) | Arrivée d'étape Balatonfüred (km 201) | Arrivée d'étape Balatonfüred (km 201) |
| ------------------------------------- | ------------------------------------- | ------------------------------------- | ------------------------------------- | ------------------------------------- |
|                                       | Coureur                               | Pays                                  | Équipe                                | Point(s)                              |
| 1er                                   | Mark Cavendish                        | Grande-Bretagne                       | Quick-Step Alpha Vinyl                | 50                                    |
| 2e                                    | Arnaud Démare                         | France                                | Groupama-FDJ                          | 35                                    |
| 3e                                    | Fernando Gaviria                      | Colombie                              | UAE Emirates                          | 25                                    |
| 4e                                    | Biniam Girmay                         | Érythrée                              | Intermarché-Wanty-Gobert Matériaux    | 18                                    |
| 5e                                    | Jakub Mareczko                        | Italie                                | Alpecin-Fenix                         | 14                                    |
| 6e                                    | Edward Theuns                         | Belgique                              | Trek-Segafredo                        | 12                                    |
| 7e                                    | Simone Consonni                       | Italie                                | Cofidis                               | 10                                    |
| 8e                                    | Caleb Ewan                            | Australie                             | Lotto-Soudal                          | 8                                     |
| 9e                                    | Alberto Dainese                       | Italie                                | Team DSM                              | 7                                     |
| 10e                                   | Phil Bauhaus                          | Allemagne                             | Bahrain Victorious                    | 6                                     |
| 11e                                   | Giacomo Nizzolo                       | Italie                                | Israel-Premier Tech                   | 5                                     |
| 12e                                   | Filippo Fiorelli                      | Belgique                              | Bardiani CSF Faizanè                  | 4                                     |
| 13e                                   | Cees Bol                              | Pays-Bas                              | Team DSM                              | 3                                     |
| 14e                                   | Vincenzo Albanese                     | Italie                                | Eolo-Kometa                           | 2                                     |
| 15e                                   | Stefano Oldani                        | Italie                                | Alpecin-Fenix                         | 1                                     |
| modifier                              |                                       |                                       |                                       |                                       |

### Points attribués pour le classement du meilleur grimpeur
| \| Tihany (km 188,4) 4e catégorie (1,6 km à 3,1%) \| Tihany (km 188,4) 4e catégorie (1,6 km à 3,1%) \| Tihany (km 188,4) 4e catégorie (1,6 km à 3,1%) \| Tihany (km 188,4) 4e catégorie (1,6 km à 3,1%) \| Tihany (km 188,4) 4e catégorie (1,6 km à 3,1%) \| \| ---------------------------------------------- \| ---------------------------------------------- \| ---------------------------------------------- \| ---------------------------------------------- \| ---------------------------------------------- \| \| \| Coureur \| Pays \| Équipe \| Point(s) \| \| 1er \| Pascal Eenkhoorn \| Pays-Bas \| Jumbo-Visma \| 3 \| \| 2e \| Rick Zabel \| Allemagne \| Israel-Premier Tech \| 2 \| \| 3e \| Clément Davy \| France \| Groupama-FDJ \| 1 \| \| modifier \| \| \| \| \| |                  |           |                     |          |
| Tihany (km 188,4) 4e catégorie (1,6 km à 3,1%) |                  |           |                     |          |
| | Coureur          | Pays      | Équipe              | Point(s) |
| 1er | Pascal Eenkhoorn | Pays-Bas  | Jumbo-Visma         | 3        |
| 2e | Rick Zabel       | Allemagne | Israel-Premier Tech | 2        |
| 3e | Clément Davy     | France    | Groupama-FDJ        | 1        |
| modifier |                  |           |                     |          |

### Classements aux points intermédiaires
| Sprint intermédiaire Nagykanizsa (km 69,1) | Sprint intermédiaire Nagykanizsa (km 69,1) | Sprint intermédiaire Nagykanizsa (km 69,1) | Sprint intermédiaire Nagykanizsa (km 69,1) | Sprint intermédiaire Nagykanizsa (km 69,1) |
| ------------------------------------------ | ------------------------------------------ | ------------------------------------------ | ------------------------------------------ | ------------------------------------------ |
|                                            | Coureur                                    | Pays                                       | Équipe                                     | Point(s)                                   |
| 1er                                        | Filippo Tagliani                           | Italie                                     | Drone Hopper-Androni Giocattoli            | 10                                         |
| 2e                                         | Samuele Rivi                               | Italie                                     | Eolo-Kometa                                | 6                                          |
| 3e                                         | Mattia Bais                                | Italie                                     | Drone Hopper-Androni Giocattoli            | 3                                          |
| 4e                                         | Fernando Gaviria                           | Colombie                                   | UAE Emirates                               | 2                                          |
| 5e                                         | Arnaud Démare                              | France                                     | Groupama-FDJ                               | 1                                          |
| modifier                                   |                                            |                                            |                                            |                                            |

| Sprint intermédiaire Badacsony (km 147,8) | Sprint intermédiaire Badacsony (km 147,8) | Sprint intermédiaire Badacsony (km 147,8) | Sprint intermédiaire Badacsony (km 147,8) | Sprint intermédiaire Badacsony (km 147,8) |
| ----------------------------------------- | ----------------------------------------- | ----------------------------------------- | ----------------------------------------- | ----------------------------------------- |
|                                           | Coureur                                   | Pays                                      | Équipe                                    | Point(s)                                  |
| 1er                                       | Filippo Tagliani                          | Italie                                    | Drone Hopper-Androni Giocattoli           | 10                                        |
| 2e                                        | Samuele Rivi                              | Italie                                    | Eolo-Kometa                               | 6                                         |
| 3e                                        | Mattia Bais                               | Italie                                    | Drone Hopper-Androni Giocattoli           | 3                                         |
| 4e                                        | Alessandro De Marchi                      | Italie                                    | Israel-Premier Tech                       | 2                                         |
| 5e                                        | Pieter Serry                              | Belgique                                  | Quick-Step Alpha Vinyl                    | 1                                         |
| modifier                                  |                                           |                                           |                                           |                                           |

### Bonifications
|   | Coureur          | Pays   | Équipe                          | Secondes |
| - | ---------------- | ------ | ------------------------------- | -------- |
| 1 | Filippo Tagliani | Italie | Drone Hopper-Androni Giocattoli | 3 s      |
| 2 | Samuele Rivi     | Italie | Eolo-Kometa                     | 2 s      |
| 3 | Mattia Bais      | Italie | Drone Hopper-Androni Giocattoli | 1 s      |

|   | Coureur          | Pays            | Équipe                 | Secondes |
| - | ---------------- | --------------- | ---------------------- | -------- |
| 1 | Mark Cavendish   | Grande-Bretagne | Quick-Step Alpha Vinyl | 10 s     |
| 2 | Arnaud Démare    | France          | Groupama-FDJ           | 6 s      |
| 3 | Fernando Gaviria | Colombie        | UAE Emirates           | 4 s      |

## Classements à l'issue de l'étape

### Classement général
| \| Classement général \| Classement général \| Classement général \| Classement général \| Classement général \| \| Coureur \| Coureur \| Pays \| Équipe \| Temps \| \| ------------------ \| -------------------- \| ------------------ \| ---------------------- \| ------------------ \| \| 1er \| Mathieu van der Poel \| Pays-Bas \| Alpecin-Fenix \| 9 h 43 min 50 s \| \| 2e \| Simon Yates \| Royaume-Uni \| BikeExchange-Jayco \| + 11 s \| \| 3e \| Tom Dumoulin \| Pays-Bas \| Jumbo-Visma \| + 16 s \| \| 4e \| Matteo Sobrero \| Italie \| BikeExchange-Jayco \| + 24 s \| \| 5e \| Wilco Kelderman \| Pays-Bas \| Bora-Hansgrohe \| + 24 s \| \| 6e \| Ben Tulett \| Royaume-Uni \| Ineos Grenadiers \| + 24 s \| \| 7e \| Tobias Foss \| Norvège \| Jumbo-Visma \| + 28 s \| \| 8e \| Bauke Mollema \| Pays-Bas \| Trek-Segafredo \| + 28 s \| \| 9e \| Pello Bilbao \| Espagne \| Bahrain Victorious \| + 29 s \| \| 10e \| Mauro Schmid \| Suisse \| Quick-Step Alpha Vinyl \| + 29 s \| |                      |             |                        |                 |
| |                      |             |                        |                 |
| Source : ProCyclingStats |                      |             |                        |                 |
| Classement général |                      |             |                        |                 |
| Coureur | Coureur              | Pays        | Équipe                 | Temps           |
| 1er | Mathieu van der Poel | Pays-Bas    | Alpecin-Fenix          | 9 h 43 min 50 s |
| 2e | Simon Yates          | Royaume-Uni | BikeExchange-Jayco     | + 11 s          |
| 3e | Tom Dumoulin         | Pays-Bas    | Jumbo-Visma            | + 16 s          |
| 4e | Matteo Sobrero       | Italie      | BikeExchange-Jayco     | + 24 s          |
| 5e | Wilco Kelderman      | Pays-Bas    | Bora-Hansgrohe         | + 24 s          |
| 6e | Ben Tulett           | Royaume-Uni | Ineos Grenadiers       | + 24 s          |
| 7e | Tobias Foss          | Norvège     | Jumbo-Visma            | + 28 s          |
| 8e | Bauke Mollema        | Pays-Bas    | Trek-Segafredo         | + 28 s          |
| 9e | Pello Bilbao         | Espagne     | Bahrain Victorious     | + 29 s          |
| 10e | Mauro Schmid         | Suisse      | Quick-Step Alpha Vinyl | + 29 s          |

| Classement par points | Classement par points | Classement par points | Classement par points              | Classement par points |
| Coureur               | Coureur               | Pays                  | Équipe                             | Points                |
| --------------------- | --------------------- | --------------------- | ---------------------------------- | --------------------- |
| 1er                   | Mathieu van der Poel  | Pays-Bas              | Alpecin-Fenix                      | 62 pts                |
| 2e                    | Biniam Girmay         | Érythrée              | Intermarché-Wanty-Gobert Matériaux | 55 pts                |
| 3e                    | Mark Cavendish        | Royaume-Uni           | Quick-Step Alpha Vinyl             | 53 pts                |
| 4e                    | Arnaud Démare         | France                | Groupama-FDJ                       | 44 pts                |
| 5e                    | Fernando Gaviria      | Colombie              | UAE Team Emirates                  | 32 pts                |
| 6e                    | Pello Bilbao          | Espagne               | Bahrain Victorious                 | 25 pts                |
| 7e                    | Filippo Tagliani      | Italie                | Drone Hopper-Androni Giocattoli    | 24 pts                |
| 8e                    | Wilco Kelderman       | Pays-Bas              | Bora-Hansgrohe                     | 18 pts                |
| 9e                    | Magnus Cort Nielsen   | Danemark              | EF Education-EasyPost              | 18 pts                |
| 10e                   | Simon Yates           | Royaume-Uni           | BikeExchange-Jayco                 | 15 pts                |

| Classement par points | Classement par points | Classement par points | Classement par points              | Classement par points |
| Coureur               | Coureur               | Pays                  | Équipe                             | Points                |
| --------------------- | --------------------- | --------------------- | ---------------------------------- | --------------------- |
| 1er                   | Mathieu van der Poel  | Pays-Bas              | Alpecin-Fenix                      | 62 pts                |
| 2e                    | Biniam Girmay         | Érythrée              | Intermarché-Wanty-Gobert Matériaux | 55 pts                |
| 3e                    | Mark Cavendish        | Royaume-Uni           | Quick-Step Alpha Vinyl             | 53 pts                |
| 4e                    | Arnaud Démare         | France                | Groupama-FDJ                       | 44 pts                |
| 5e                    | Fernando Gaviria      | Colombie              | UAE Team Emirates                  | 32 pts                |
| 6e                    | Pello Bilbao          | Espagne               | Bahrain Victorious                 | 25 pts                |
| 7e                    | Filippo Tagliani      | Italie                | Drone Hopper-Androni Giocattoli    | 24 pts                |
| 8e                    | Wilco Kelderman       | Pays-Bas              | Bora-Hansgrohe                     | 18 pts                |
| 9e                    | Magnus Cort Nielsen   | Danemark              | EF Education-EasyPost              | 18 pts                |
| 10e                   | Simon Yates           | Royaume-Uni           | BikeExchange-Jayco                 | 15 pts                |

| Classement de la montagne | Classement de la montagne | Classement de la montagne | Classement de la montagne          | Classement de la montagne |
| Coureur                   | Coureur                   | Pays                      | Équipe                             | Points                    |
| ------------------------- | ------------------------- | ------------------------- | ---------------------------------- | ------------------------- |
| 1er                       | Rick Zabel                | Allemagne                 | Israel-Premier Tech                | 5 pts                     |
| 2e                        | Pascal Eenkhoorn          | Pays-Bas                  | Jumbo-Visma                        | 5 pts                     |
| 3e                        | Mathieu van der Poel      | Pays-Bas                  | Alpecin-Fenix                      | 3 pts                     |
| 4e                        | Biniam Girmay             | Érythrée                  | Intermarché-Wanty-Gobert Matériaux | 2 pts                     |
| 5e                        | Simon Yates               | Royaume-Uni               | BikeExchange-Jayco                 | 1 pt                      |
| 6e                        | Pello Bilbao              | Espagne                   | Bahrain Victorious                 | 1 pt                      |
| 7e                        | Clément Davy              | France                    | Groupama-FDJ                       | 1 pt                      |

| Classement de la montagne | Classement de la montagne | Classement de la montagne | Classement de la montagne          | Classement de la montagne |
| Coureur                   | Coureur                   | Pays                      | Équipe                             | Points                    |
| ------------------------- | ------------------------- | ------------------------- | ---------------------------------- | ------------------------- |
| 1er                       | Rick Zabel                | Allemagne                 | Israel-Premier Tech                | 5 pts                     |
| 2e                        | Pascal Eenkhoorn          | Pays-Bas                  | Jumbo-Visma                        | 5 pts                     |
| 3e                        | Mathieu van der Poel      | Pays-Bas                  | Alpecin-Fenix                      | 3 pts                     |
| 4e                        | Biniam Girmay             | Érythrée                  | Intermarché-Wanty-Gobert Matériaux | 2 pts                     |
| 5e                        | Simon Yates               | Royaume-Uni               | BikeExchange-Jayco                 | 1 pt                      |
| 6e                        | Pello Bilbao              | Espagne                   | Bahrain Victorious                 | 1 pt                      |
| 7e                        | Clément Davy              | France                    | Groupama-FDJ                       | 1 pt                      |

| Classement du meilleur jeune | Classement du meilleur jeune | Classement du meilleur jeune | Classement du meilleur jeune       | Classement du meilleur jeune |
| Coureur                      | Coureur                      | Pays                         | Équipe                             | Temps                        |
| ---------------------------- | ---------------------------- | ---------------------------- | ---------------------------------- | ---------------------------- |
| 1er                          | Matteo Sobrero               | Italie                       | BikeExchange-Jayco                 | 9 h 44 min 14 s              |
| 2e                           | Ben Tulett                   | Royaume-Uni                  | Ineos Grenadiers                   | + 0 s                        |
| 3e                           | Tobias Foss                  | Norvège                      | Jumbo-Visma                        | + 4 s                        |
| 4e                           | Mauro Schmid                 | Suisse                       | Quick-Step Alpha Vinyl             | + 5 s                        |
| 5e                           | João Almeida                 | Portugal                     | UAE Team Emirates                  | + 5 s                        |
| 6e                           | Mattias Skjelmose            | Danemark                     | Trek-Segafredo                     | + 16 s                       |
| 7e                           | Biniam Girmay                | Érythrée                     | Intermarché-Wanty-Gobert Matériaux | + 19 s                       |
| 8e                           | Mauri Vansevenant            | Belgique                     | Quick-Step Alpha Vinyl             | + 19 s                       |
| 9e                           | Thymen Arensman              | Pays-Bas                     | Team DSM                           | + 20 s                       |
| 10e                          | Santiago Buitrago            | Colombie                     | Bahrain Victorious                 | + 23 s                       |

| Classement du meilleur jeune | Classement du meilleur jeune | Classement du meilleur jeune | Classement du meilleur jeune       | Classement du meilleur jeune |
| Coureur                      | Coureur                      | Pays                         | Équipe                             | Temps                        |
| ---------------------------- | ---------------------------- | ---------------------------- | ---------------------------------- | ---------------------------- |
| 1er                          | Matteo Sobrero               | Italie                       | BikeExchange-Jayco                 | 9 h 44 min 14 s              |
| 2e                           | Ben Tulett                   | Royaume-Uni                  | Ineos Grenadiers                   | + 0 s                        |
| 3e                           | Tobias Foss                  | Norvège                      | Jumbo-Visma                        | + 4 s                        |
| 4e                           | Mauro Schmid                 | Suisse                       | Quick-Step Alpha Vinyl             | + 5 s                        |
| 5e                           | João Almeida                 | Portugal                     | UAE Team Emirates                  | + 5 s                        |
| 6e                           | Mattias Skjelmose            | Danemark                     | Trek-Segafredo                     | + 16 s                       |
| 7e                           | Biniam Girmay                | Érythrée                     | Intermarché-Wanty-Gobert Matériaux | + 19 s                       |
| 8e                           | Mauri Vansevenant            | Belgique                     | Quick-Step Alpha Vinyl             | + 19 s                       |
| 9e                           | Thymen Arensman              | Pays-Bas                     | Team DSM                           | + 20 s                       |
| 10e                          | Santiago Buitrago            | Colombie                     | Bahrain Victorious                 | + 23 s                       |

| Classement par équipes | Classement par équipes | Classement par équipes | Classement par équipes |
| Équipe                 | Équipe                 | Pays                   | Temps                  |
| ---------------------- | ---------------------- | ---------------------- | ---------------------- |
| 1re                    | Jumbo-Visma            | Pays-Bas               | 29 h 12 min 45 s       |
| 2e                     | Ineos Grenadiers       | Royaume-Uni            | + 11 s                 |
| 3e                     | BikeExchange-Jayco     | Australie              | + 16 s                 |
| 4e                     | Bora-Hansgrohe         | Allemagne              | + 22 s                 |
| 5e                     | Astana Qazaqstan Team  | Kazakhstan             | + 43 s                 |
| 6e                     | UAE Team Emirates      | Émirats arabes unis    | + 45 s                 |
| 7e                     | Trek-Segafredo         | États-Unis             | + 45 s                 |
| 8e                     | Bahrain Victorious     | Bahreïn                | + 48 s                 |
| 9e                     | Quick-Step Alpha Vinyl | Belgique               | + 1 min 01 s           |
| 10e                    | EF Education-EasyPost  | États-Unis             | + 1 min 24 s           |

| Classement par équipes | Classement par équipes | Classement par équipes | Classement par équipes |
| Équipe                 | Équipe                 | Pays                   | Temps                  |
| ---------------------- | ---------------------- | ---------------------- | ---------------------- |
| 1re                    | Jumbo-Visma            | Pays-Bas               | 29 h 12 min 45 s       |
| 2e                     | Ineos Grenadiers       | Royaume-Uni            | + 11 s                 |
| 3e                     | BikeExchange-Jayco     | Australie              | + 16 s                 |
| 4e                     | Bora-Hansgrohe         | Allemagne              | + 22 s                 |
| 5e                     | Astana Qazaqstan Team  | Kazakhstan             | + 43 s                 |
| 6e                     | UAE Team Emirates      | Émirats arabes unis    | + 45 s                 |
| 7e                     | Trek-Segafredo         | États-Unis             | + 45 s                 |
| 8e                     | Bahrain Victorious     | Bahreïn                | + 48 s                 |
| 9e                     | Quick-Step Alpha Vinyl | Belgique               | + 1 min 01 s           |
| 10e                    | EF Education-EasyPost  | États-Unis             | + 1 min 24 s           |

## Abandons
- Jan Tratnik (Bahrain Victorious) : abandon